# Qazaqstan Kubogy 2005
La Qazaqstan Kubogy 2005 è stata la 14ª edizione della Coppa del Kazakistan. Il torneo è iniziato il 15 aprile 2005 e si è concluso l'11 novembre successivo.

## Primo turno
I match si sono disputati tra il 15 e il 18 aprile 2005.
| Squadra 1      | Risultato | Squadra 2         |
| -------------- | --------- | ----------------- |
| Cesna          | 10 - 1    | Jastar            |
| Şaxter-Yunost' | 3 - 1     | Hımık Stepnogorsk |
| Vostok-2       | 3 - 1     | Semeý-2           |
| Bolat-CSKA-2   | 0 - 2     | Semeı             |
| Ayat           | 0 - 1     | Batır             |
| Ordabası-2     | 2 - 1     | Jetisw-2          |
| Iassy          | 1 - 2     | Jeleznodorojnïk   |
| Qaisar         | 2 - 0     | Kaspıı            |

## Sedicesimi di finale
I match si sono disputati il 26 aprile 2005.
| Squadra 1       | Risultato       | Squadra 2         |
| --------------- | --------------- | ----------------- |
| Aqtóbe-Jas      | 0 - 1 (dts)     | Almaty            |
| Batır           | 2 - 2 (5-6 dtr) | Oqjetpes          |
| Jambıl          | 0 - 6           | Atyrau            |
| Jeleznodorojnïk | 1 - 3           | Vostok Óskemen    |
| Munaıshy        | 1 - 5           | Shahter Qaraǵandy |
| Cesna           | 0 - 4           | Jeñis             |
| Esil-Bogatır'-2 | 1 - 4           | Tobyl             |
| Taraz           | 6 - 2           | Énergetïk         |
| Gornıak Hromtaý | 1 - 2           | Jetisý            |
| Qaisar          | 2 - 0           | Ekibastuz         |
| Ertis-2         | 0 - 3           | Ordabasy          |
| Semeı           | 2 - 3 (dts)     | Esil-Bogatyrʹ     |
| Evrazïya        | 1 - 6           | Ertis             |
| Ordabası-2      | 0 - 8           | Aqtöbe            |
| Vostok-2        | 0 - 8           | Qairat            |
| Şaxter-Yunost'  | 0 - 1           | Bolat             |

## Ottavi di finale
I match si sono disputati il 3 maggio 2005.
| Squadra 1      | Risultato   | Squadra 2         |
| -------------- | ----------- | ----------------- |
| Jeñis          | 3 - 0       | Bolat             |
| Esil-Bogatyrʹ  | 1 - 0 (dts) | Aqtöbe            |
| Vostok Óskemen | 1 - 0       | Tobyl             |
| Qaisar         | 0 - 1       | Atyrau            |
| Ertis          | 0 - 1       | Taraz             |
| Ordabasy       | 3 - 0       | Almaty            |
| Qairat         | 1 - 0       | Oqjetpes          |
| Jetisý         | 2 - 1 (dts) | Shahter Qaraǵandy |

## Quarti di finale
Gli incontri si sono disputati tra il 17 maggio e il 21 giugno 2005.
| Squadra 1     | Totale | Squadra 2      | Andata | Ritorno     |
| ------------- | ------ | -------------- | ------ | ----------- |
| Esil-Bogatyrʹ | 1 - 2  | Jeñis          | 1 - 0  | 0 - 2 (dts) |
| Atyrau        | 2 - 1  | Vostok Óskemen | 1 - 0  | 1 - 1       |
| Taraz         | 4 - 3  | Jetisý         | 1 - 1  | 3 - 2       |
| Ordabasy      | 0 - 3  | Qairat         | 0 - 2  | 0 - 1       |

## Semifinali
Gli incontri si sono disputati tra il 6 luglio e il 3 agosto 2005.
| Squadra 1 | Totale | Squadra 2 | Andata | Ritorno     |
| --------- | ------ | --------- | ------ | ----------- |
| Jeñis     | 4 - 2  | Atyrau    | 2 - 2  | 2 - 0 (dts) |
| Taraz     | 2 - 4  | Qairat    | 1 - 2  | 1 - 2       |

## Finale
| Arbitro: | Xolmatov (Qyzylorda) |

|                           |           |          |
| Beganskiy 19’ Nilton 116’ | Marcatori | 25’ Lucu |